# Syneisaktisme

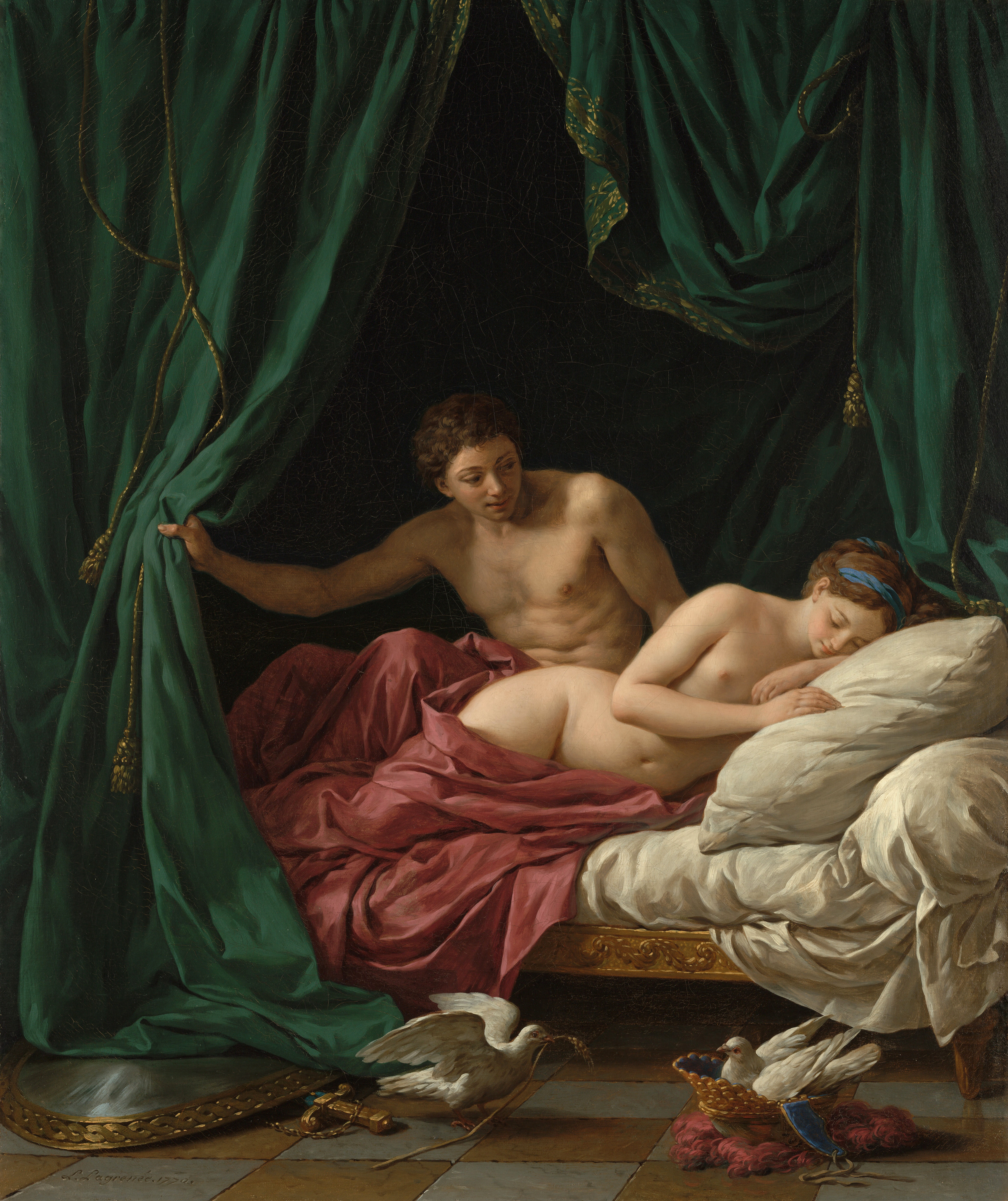
Mars et Vénus, allégorie sur la paix par Louis-Jean-François Lagrenée, 1770.

Le syneisaktisme (en latin mulierum consortia ou agapetae) est une forme d'ascèse consistant en la cohabitation chaste avec une personne de sexe différent. Elle constitue ainsi un instrument de mortification dans le but de surmonter ses tentations charnelles. Il est décrit pour la première fois dans la littérature chrétienne chez les Pères du désert et se retrouve dans le monachisme celtique. Robert d'Arbrissel est sans doute l'une des personnalités chrétiennes les plus célèbres ayant pratiqué ce type d'ascèse.

## Étymologie et synonymes
Le terme de syneisaktisme vient du grec ancien συνείσακτοι qui désigne les compagnes des ascètes qui les accompagnent dans cette pratique. L'expression vient du verbe συνεισάγω qui signifie vivre avec quelqu'un. Le terme latin subintroductae est aussi utilisé pour désigner ces mêmes personnes, ainsi que les expressions mulierum consortia, ou encore agapetae.

## Histoire de la pratique dans la religion chrétienne
Les plus anciennes descriptions font remonter cette pratique aux pères du désert : certains avaient pour habitude de pratiquer le « mariage spirituel ». Ils vivaient ainsi avec une femme dans un même lieu tout en pratiquant une abstinence sexuelle totale. L'objectif est de parvenir à une vie commune par le biais d'un soutien spirituel et social. Dès cette époque, cette forme d'ascèse est condamnée, notamment par Jean Chrysostome. Cette ascèse est aussi décrite dans les Conférences de Jean Cassien. Ce texte, très bien connu dans les milieux monastiques comme l'un des textes fondateurs du monachisme, a sans doute participé à la diffusion de cette pratique,. Pourtant, de nombreuses décisions de l'Église condamnent cette pratique de la vie commune avec des femmes pour des religieux : le concile de Bordeaux en 660-673, le concile de Frioul en 796-797 ou encore le concile d'Arles en 813 et le concile de Rouen en 1073. Ces multiplications de condamnations montrent que cette pratique se perpétue. 
Cette pratique semble se perpétuer aussi dans le monachisme celtique et le christianisme irlandais, mais avec une nuance. Plusieurs vies de saints irlandais décrivent cette pratique comme une forme de mortification. 
Dans le cadre de monastères mixtes, situation fréquente au Haut Moyen Âge en Irlande, certains moines prennent l'habitude de passer la nuit entre deux femmes sans pratiquer le péché de chair. Giraud de Barri décrit ainsi ces épisodes dans la vie de saint Aldhelm de Sherborne. C'est le cas aussi chez le saint écossais Kentigern de Glasgow.
Dans un contexte plus tardif, cette pratique est surtout connue chez l'ermite et fondateur de Fontevraud Robert d'Arbrissel. On dit d'ailleurs qu'il était lui-même le fils d'un prêtre marié. Deux lettres qui lui sont adressées évoquent ces épisodes. Tout d'abord, une première de Marbode, évêque de Rennes, lui reproche vers 1098-1099, la présence d'hommes et de femmes mélangées au sein de la troupe errante qui le suit dans ses pérégrinations dans l'ouest de la France. Il lui est reproché explicitement de discuter en privé avec des femmes et même de se coucher auprès d'elles la nuit pour surmonter ses désirs de chair. Vers 1106-1107, après que Robert a fondé l'abbaye de Fontevraud, Geoffroy, abbé de la Trinité de Vendôme lui adresse une missive dans laquelle il lui adresse des critiques sur le même sujet : il a bien séparé les hommes des femmes dans son nouveau monastère, mais en tant que maître de la communauté, il se permet d'aller dans le cloître des femmes et de passer encore des nuits auprès de certaines d'entre elles. Il s'adonne à ces pratiques non pas auprès des femmes nobles, nombreuses au sein de la communauté, mais auprès des anciennes prostituées qui l'ont suivi lors de ses déplacements avant de se fixer à Fontevraud,.

« Dunois ressemble à Robert d’Arbrisselle,
À ce grand saint qui se plut à coucher
Entre les bras de deux nonnes fessues,
À caresser quatre cuisses dodues,
Quatre tétons, et le tout sans pécher. »

— François-Marie Arouet dit Voltaire (1694-1778), La Pucelle d'Orléans, chant IV

## Héritages contemporains
Certains auteurs, d'inspiration chrétienne, ont tenté de pratiquer cette ascèse, en s'inspirant de leurs lectures d'auteurs chrétiens anciens. C'est le cas par exemple de l'orientaliste Louis Massignon. 